# Municipio de Pasaco
Municipio de Pasaco är en kommun i Guatemala.   Den ligger i departementet Departamento de Jutiapa, i den södra delen av landet, 80 km söder om huvudstaden Guatemala City.